# Academy of Magical Arts
Die Academy of Magical Arts ist eine US-amerikanische Vereinigung für Zauberkünstler. Ihr Sitz und Klubhaus ist The Magic Castle in Hollywood. Zurzeit hat die mit AMA abgekürzte Organisation etwa 5000 Mitglieder. Die Vereinigung ist Mitglied im internationalen Dachverband Fédération Internationale des Sociétés Magiques, der die alle drei Jahre stattfindende Weltmeisterschaft der Zauberkunst veranstaltet.

## Geschichte
Der Zauberkünstler William W. Larsen Sr. (1904–1953) aus der Larsen-Familie, Gründer des Zauberkünstlermagazins Genii, startete seine Idee zu einem solchen Kollegenklub im April 1952. Die ersten Mitglieder waren automatisch die Abonnenten von Genii. Die Idee erstarb wieder, als Larsen kurz darauf im Jahr 1953 starb. Larsens Ehefrau und Partnerin Geri (1906–1998) sowie der älteste Sohn Bill Larsen Jr. (1928–1993) gaben zwar das Magazin weiter heraus, um den weiteren Aufbau des Klubs kümmerten sie sich nicht.
Der jüngere Sohn Milt Larsen begann 1961 mit dem Aufbau eines Veranstaltungsorts für Zauberkunstvorführungen. Parallel zu diesen Aktivitäten, die 1963 zum Erwerb von The Magic Castle und zum Aufbau des Klub- und Veranstaltungshauses führten, überzeugte er seinen älteren Bruder Bill Junior, die väterliche Idee aufzugreifen und mit der Academy of Magical Arts die zum Klubhaus passende Mitgliederorganisation aufzubauen. Auch diesmal kamen die Abonnenten von Genii in den Genuss der Mitgliedschaft. Bruder Bill wurde der erste Chairman, während das erste Board of Directors aus George Boston, Norman Carroll (der vor Antritt verstarb), Alvin Jansen, Harry Mendoza und Frederick Shields bestand.

## Klubhaus

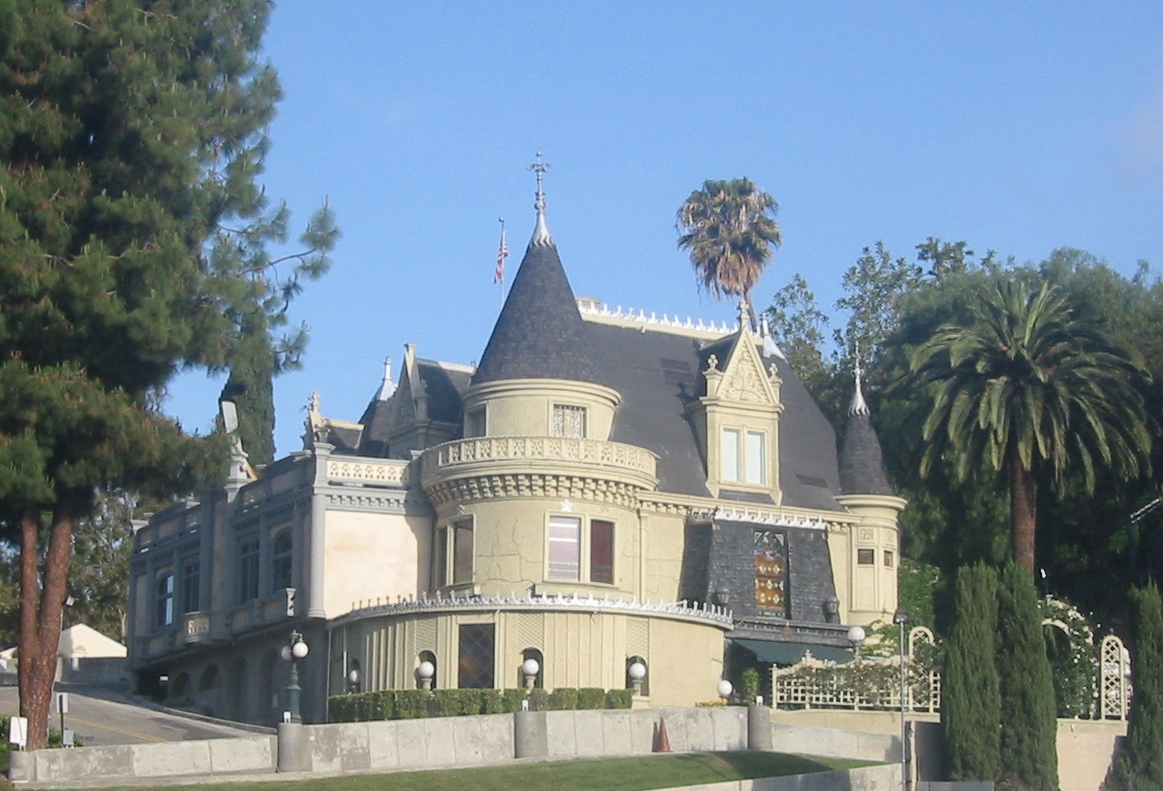
The Magic Castle

The Magic Castle gilt als eine Sehenswürdigkeit in Hollywood, Los Angeles. Es ist das private Klubhaus der Academy of Magical Arts. Nur Mitgliedern und deren Gästen ist es erlaubt, den Vorführungen im Klubhaus beizuwohnen.
Das Bauwerk ist ein Los Angeles Historic-Cultural Monument. Das Gebäude wurde 1908 im Viktorianischen Stil erbaut. 1963 wurde das in der Franklin Avenue liegende Gebäude von den Larsens übernommen.
Das Castle ist ein beliebtes Reiseziel für Zauberkünstler aus aller Welt. Das Gebäude selbst ist als clevere Illusion konstruiert, denn es scheint im Inneren viel größer zu sein, als es von außen wirkt. Das Castle ist ein privater Klub, der nur für Mitglieder und deren Gäste geöffnet ist. Zusätzlich existiert eine Kleidungsvorschrift (Anzug und Krawatte für Männer, Abend- oder Cocktailkleid für Frauen).
Das wohl bedeutendste Mitglied war Dai Vernon. Auch viele berühmte Hobbyzauberkünstler wie Neil Patrick Harris, Cary Grant, Steve Martin, Johnny Carson oder Jason Alexander aus Seinfeld traten schon in diesem Gebäude auf. In der Fernsehserie Der Magier wird das Klubhaus als Wohnhaus des von Bill Bixby gespielten Protagonisten genutzt.
Das Magic Castle bietet ein sich wöchentlich änderndes Programm an Vorführenden, sowohl in der Sparte Close-Up als auch in der Sparte der Bühnenmagie.

## Ehrungen/Preise
Neben üblichen Mitgliedschaften vergibt die Academy of Magical Arts sogenannte Honorary Life Memberships und VIP Memberships. Die höchste zu vergebende Ehrung ist die Masters Fellowship.
Jährlich werden auf dem Academy of Magical Arts Award Show and Banquet Preise an die besten im Laufe des vergangenen Jahres im Castle Vorführenden in folgenden Kategorien vergeben:
- Comedy Magician of the Year
- Bar Magician of the Year
- Stage Magician of the Year
- Close-Up Magician of the Year
- Parlour Magician of the Year
- Lecturer of the Year
- Junior Achievement Award

Daneben gibt es noch Ehrungen für Literatur (Literary Fellowship), das Lebenswerk (Lifetime Achievement Fellowship), die Performing Fellowship, die Creative Fellowship und die Special Fellowship. Die Ehrung als Magier des Jahres (Magician of the Year) können dagegen auch Künstler erhalten, die im Verlauf des Jahres nicht im Magic Castle aufgetreten sind.